# Івановка (Темниковський район)
Іва́новка (рос. Ивановка, ерз. Ивановка) — присілок у складі Темниковського району Мордовії, Росія. Входить до складу Бабеєвського сільського поселення.
Населення — 39 осіб (2010; 43 у 2002).
Національний склад (станом на 2002 рік):
- мордва — 75 %